# Berillo rosso

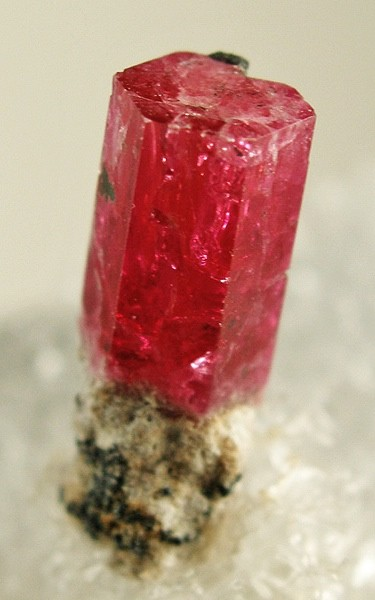
Berillo rosso

Il berillo rosso è una varietà estremamente rara di berillo. È conosciuto anche come "berillo scarlatto" o "smeraldo rosso". Precedentemente denominato bixbite, il termine è stato deprecato dalla CIBJO (Confédération Internationale de la Bijouterie, Joaillerie et Orfèvrerie) in seguito alla possibile confusione con il minerale bixbyite. Nel 2006 la Jewelers Association ha concesso al berillo rosso il titolo di "pietra più rara del mondo".
Descritto per la prima volta nel 1904 da Maynard Bixby (1853-1935), i primi esemplari, di scarsa qualità, furono rinvenuti nella miniera di Violet Topaz, nello Utah. Le prime gemme di qualità furono trovate solamente nel 1958 nelle Wah-Wah Mountains (Utah).
Altre località di ritrovamento sono: Antero, Chaffee County (Colorado), Sawtooth Mountains (Idaho), Thomas Range of mountains nei deserti occidentali dello Utah, nel Paramount Canyon e Round Mountain nel Taylor Creek Tin District (Nuovo Messico).
Il colore rosso è dovuto alla presenza di ioni di manganese (Mn3+) che sostituiscono gli ioni di alluminio all'interno della struttura cristallina del berillo.
Pietre intagliate di alta qualità raggiungono una quotazione di 10.000 USD al carato e le più grandi pietre ritrovate raggiungono appena i 3 carati.
Da non confondere con la pezzottaite, chiamato anche "raspberyl" (berillo lampone), minerale trovato in Madagascar e recentemente anche in Afghanistan e nemmeno con la tugtupite.